# Bataille de la Tannerie (10 septembre 1793)
Pour les articles homonymes, voir Bataille de la Tannerie.
Révolution haïtienne
Batailles
Insurrections (1791-1793)
- Bois-Caïman
- Croix-des-Bouquets
- Morne Pelé
- 1re La Tannerie
- Port-au-Prince
- Le Cap-français

Interventions espagnoles et britanniques (1793-1798)
- 2e La Tannerie
- Marmelade
- Saint-Michel-de-l'Attalaye
- Ennery
- 3e La Tannerie
- Fort-Dauphin
- 1re Tiburon
- L'Acul
- La Bombarde
- 2e Tiburon
- Les Gonaïves
- Port-Républicain
- 1re Dondon
- Massacre de Fort-Dauphin
- Saint-Marc
- Léogane
- Saint-Raphaël
- Trutier
- 3e Tiburon
- 1re Verrettes
- Grande-Rivière
- Mirebalais
- Las Cahobas
- 2e Verrettes
- Petite-Rivière
- 2e Dondon
- 1re Les Irois
- Jean-Rabel
- 2e Les Irois

Guerre des couteaux (1799-1800)
- Jacmel

Expédition de Saint-Domingue (1802-1803)
- La Ravine-à-Couleuvres
- Kellola
- Plaisance
- La Crête à Pierrot
- Noyades du Cap-Français
- Port-au-Prince
- Vertières
- Massacres de 1804 en Haïti

La bataille de la Tannerie se déroule le 10 septembre 1793, pendant la Révolution haïtienne. Elle s'achève par la victoire des forces espagnoles, qui reprennent le camp de la Tannerie aux républicains.

## Prélude
Après avoir pris Marmelade le 27 juillet, l'armée de Toussaint Louverture s'empare de Ennery le 13 août, mais en chassé le 16 par une contre-attaque des troupes d'Antoine Chanlatte, venues de Plaisance.
Toussaint Louverture fait retraite sur Dondon et Marmelade, puis il tourne son regard sur le camp de la Tannerie, situé entre Dondon et Grande-Rivière. Il écrit alors au commandant Bramant Lazzary, un noir rallié à la République et placé à la tête du fort par le général Lavaux, afin de l'engager à rallier ses drapeaux. Celui-ci lui répond le 1er septembre, mais rejette sa demande en proclamant sa fidélité à la République.

## Déroulement
Le 10 septembre, Toussaint Louverture attaque le camp de la Tannerie,. Lazzary est surpris et prend la fuite avec un petit nombre des siens. Toussaint fait raser la position, puis il retourne à Marmelade afin de surveiller Ennery et Les Gonaïves.